# Elizabeth Jens
Pour les articles homonymes, voir Jens (homonymie).
Elizabeth Jens (née en 1984) est une ingénieure de propulsion australienne qui travaille au Jet Propulsion Laboratory de la National Aeronautics and Space Administration (NASA).

## Enfance et éducation
Jens est originaire de Torquay, Victoria,. Elle a décidé à l'âge de douze ans qu'elle voulait être astronaute, après avoir assisté à une conférence de l'un des astronautes du programme Apollo à Geelong. Elle est allée à l'école au Sacred Heart College (en) de Geelong, où elle a été encouragée à étudier les mathématiques et la physique. Elle a étudié à l'université de Melbourne, où elle a obtenu une licence en génie mécanique et une licence en physique en 2008,. Elle a suivi un cours d'introduction à l'Université internationale de l'espace au Centre de recherche Ames. Elle a terminé ses études supérieures en tant que boursière Fulbright (parrainée par le groupe BHP) et boursière internationale du Rotary à l'Université Stanford,,. Après son Master, Jens a rejoint le Jet Propulsion Laboratory en tant que stagiaire, avant d'entamer un doctorat en aéronautique et astronautique. Jens a été boursière Amelia Earhart en 2012 et 2014,. Elle a obtenu son doctorat avec une thèse intitulée « Hybrid Rocket Combustion and Applications to Space Exploration Missions » en 2016, sous la direction de Brian Cantwell Smith (en) et Scott Hubbard,. Alors qu'elle était encore étudiante, Jens a été reconnue comme une leader de l'industrie spatiale émergente (« Emerging Space Industry Leader »).

## Carrière
Jens travaille sur un sous-système à gaz froid pour la mission spatiale Mars 2020.
Jens participe à plusieurs initiatives visant à accroître les investissements australiens dans l'industrie spatiale,. Elle est apparue sur la chaîne australienne Science Channel en tant qu'experte discutant du plan Mars d'Elon Musk. Elle a participé au festival Australie South by Southwest (SXSW),. Elle soutient Tech Girls Canada. En 2018, Jens a été répertoriée comme une Game Changer par le magazine Vogue (magazine),.